# Mogontiacum
Mogontiacum est le nom latin (d'origine celtique) de l'actuelle ville de Mayence, fondée officiellement en 13/12 av. J.-C. par Nero Claudius Drusus, capitale de Germanie supérieure à partir de 40 ap. J.-C.
Le site était cependant occupé bien avant l'arrivée des Romains.

## Origine du nom
Le toponyme Mogontiacum est probablement d'origine celtique, formé de trois éléments : la racine Mog- de sens obscur, le suffixe celtique (?) connu par ailleurs -ontiu- (Cf. Besançon < Vesontio, sur préindoeuropéen *ves montagne ; Ressons < Rosontium; Lyons-la-Forêt < *Licontium) et le suffixe celtique à valeur localisante *-āko- devenu -acum, très répandu.
Durant la deuxième moitié du Ier siècle av. J.-C., les Celtes constituaient la principale force sur les rives du Rhin supérieur. Ils peuplaient également la région de Mayence et nommèrent peut-être cette fondation d'après l'un de leurs dieux Mogo(n).

## Urbanisation militaire et extension civile

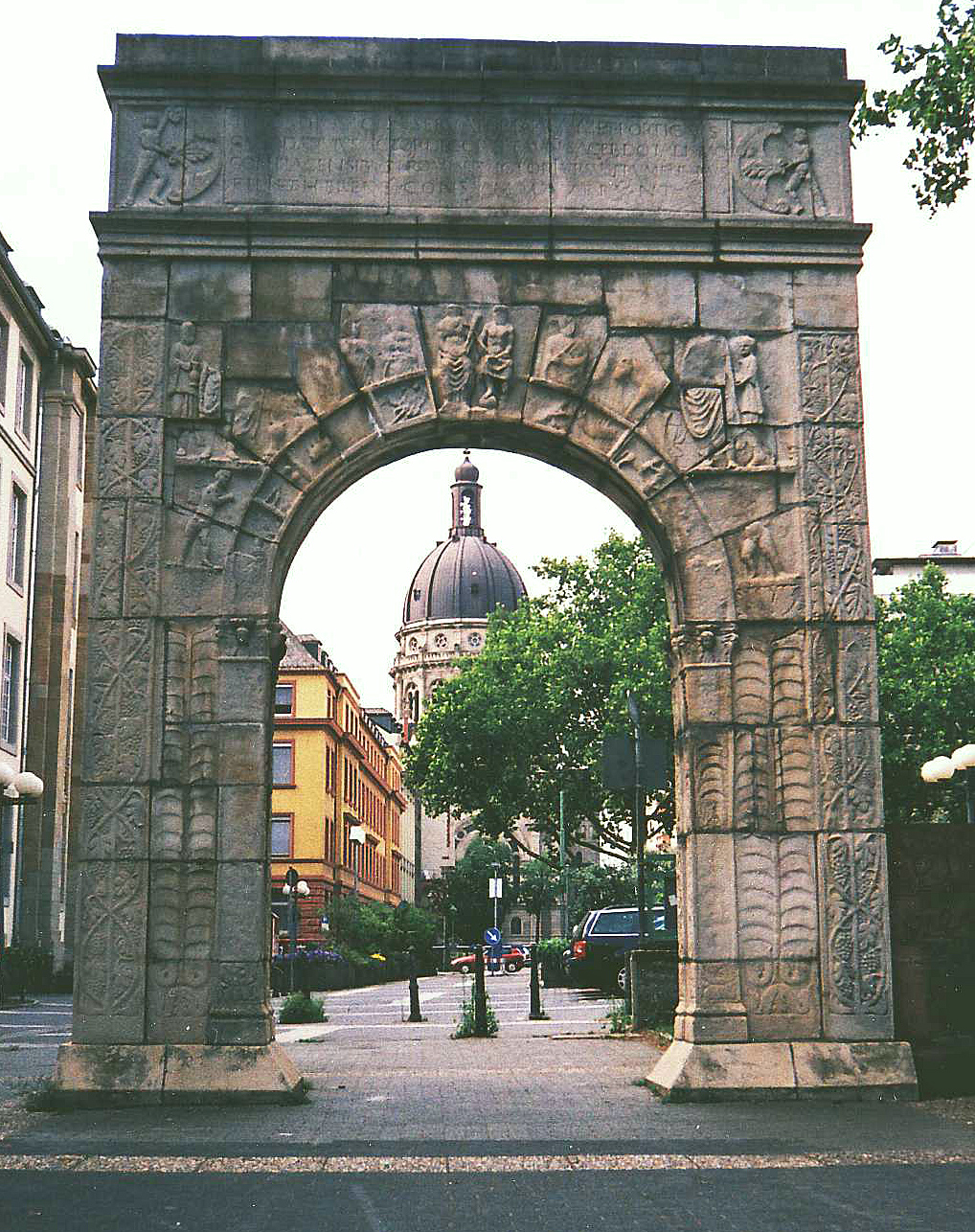
Arc de Dativius Victor à Mayence.

De très bonne heure, dès les premières années de notre ère, au moins [réf. souhaitée] un établissement civil s'était développé à l'ombre du camp. Le noyau en fut peut-être l'ancienne agglomération indigène. Puis, le long de la route qui du camp menait au pont du Rhin, s'élevèrent les boutiques et les auberges qu'une troupe attire nécessairement dans un village. Un peu plus au nord, vers l'emplacement du port fluvial actuel, qui n'a fait que succéder au port romain, durent se grouper des comptoirs de navigation et des maisons de commerce plus importantes[réf. nécessaire].
La batellerie rhénane prit en effet, dès le début, une place considérable dans la vie mayençaise. La preuve nous en est fournie par un monument funéraire remarquable datant, suivant toute vraisemblance, du milieu du Ier siècle de notre ère, la stèle de Blussus le marinier (original aujourd'hui musée du Land (Inv. Nr. S 146)). En 1848, ce monument fut découvert à Mainz-Weisenau. Tenant à la main une bourse rondelette, Blussus trône à côté de sa femme, matrone importante couverte de bijoux ; on voit derrière eux le buste de leur fils Primus. Au revers de la stèle, une barque chargée navigue sur le Rhin. Blussus, fils d'Atusirus, Gaulois par conséquent, a peut-être débuté comme simple marinier puis est devenu patron et a visiblement fait fortune. Il est mort à soixante-quinze ans. Ses premiers voyages sur le Rhin remontent donc jusqu'à l'époque de Drusus. Il représente la première génération des navigateurs rhénans.

## Citations
Ammien Marcellin, auteur du IVe siècle cite Mogonciacum parmi les villes municipales de Germanie première.

« À Trêves, colonie civile, capitale de la Gaule Belgique, puis de l'Occident, s'oppose Mayence, fondation militaire, quartier général de l'armée de Germanie Supérieure et, plus tard, capitale de cette marche-frontière. La civilisation de Trêves fut celle de l'ensemble de la Gaule romaine ; on reconnaît, dans celle de Mayence, l'empreinte de l'armée romaine du Rhin. »

— Albert Grenier, historien et archéologue français, spécialiste de l'histoire des Gaulois, des Romains et des Celtes.